# MKS Pogoń Szczecin
Az MKS Pogoń Szczecin egy labdarúgócsapat Szczecinben, Lengyelországban, jelenleg az első osztályban szerepel. A csapatot 1948-ban alapították, színei: bordó és kék.

## Története
A klubot 1948-ban alapították lengyelek, akik Lwów (ma: Lviv, Ukrajna) városából érkeztek, miután a szovjetek elfoglalták Lengyelország keleti részét. Az alapítók a Pogoń Lwów szurkolói voltak éppen ezért a Pogoń Szczecin klubszínei is ugyanazok lettek.
A lengyel labdarúgó bajnokság legfelső osztályában először a 2006–07-es szerepelte, de utolsó helyen végzett és kiesett.
A másodosztályban pénzügyi nehézségek miatt nem tudott elindulni a klub, ezért két osztállyal visszasorolták. A negyedosztály Nyugat-Pomerániai csoportjában kezdte meg a következő bajnokságot. A 2007–08-as idényben a II. ligába jutott (korábbi harmadosztály). Egy évre rá a 2008–09-es bajnoki szezon után, miután a 2. helyen végzett a pontvadászatban az I. osztályba került.
2012 nyarától ismét az Ekstraklasában szerepel.

## Játékoskeret
2023. március 15. szerint.
| #  |     | Poszt | Név                                               |
| -- | --- | ----- | ------------------------------------------------- |
| 1  | CRO | K     | Dante Stipica                                     |
| 4  | BRA | V     | Léo Borges                                        |
| 7  | POL | KP    | Rafał Kurzawa                                     |
| 8  | POL | KP    | Damian Dąbrowski                                  |
| 9  | SWE | CS    | Pontus Almqvist (kölcsönben a Rosztov csapatától) |
| 10 | SVN | CS    | Luka Zahović                                      |
| 11 | POL | KP    | Kamil Grosicki                                    |
| 13 | GRE | V     | Konsztantinosz Triantafüllopúlosz                 |
| 15 | POL | KP    | Marcel Wędrychowski                               |
| 18 | POL | KP    | Michał Kucharczyk                                 |
| 20 | AUT | KP    | Alexander Gorgon                                  |
| 22 | ARM | KP    | Vahan Bichakhchyan                                |
| 23 | AUT | V     | Benedikt Zech                                     |
| 27 | POL | KP    | Sebastian Kowalczyk                               |

| #  |     | Poszt | Név                    |
| -- | --- | ----- | ---------------------- |
| 28 | SWE | V     | Linus Wahlqvist        |
| 32 | GRE | V     | Leonardo Kútrisz       |
| 33 | POL | V     | Mariusz Malec          |
| 41 | POL | V     | Paweł Stolarski        |
| 61 | POL | KP    | Kacper Smoliński       |
| 68 | CRO | V     | Danijel Lončar         |
| 70 | POL | KP    | Stanisław Wawrzynowicz |
| 72 | IRN | KP    | Yadegar Rostami        |
| 73 | POL | CS    | Adrian Przyborek       |
| 74 | POL | V     | Dawid Rezaeian         |
| 76 | POL | K     | Maciej Kowal           |
| 81 | POL | K     | Bartosz Klebaniuk      |
| 99 | POL | KP    | Mateusz Łęgowski       |
| —  | POL | KP    | Kacper Lukasiak        |

## Ismertebb játékosok
| - Dariusz Adamczuk - Robert Dymkowski - Dariusz Gęsior - Kamil Grosicki - Przemysław Kaźmierczak - Marian Kielec - Mariusz Kuras - Marek Leśniak - Radosław Majdan - Grzegorz Mielcarski | - Marek Ostrowski - Jerzy Podbrożny - Leszek Wolski - Amaral - Brasília - Oleg Szalenko - Boris Peškovič - Claudio Milar - Dickson Choto - Rafał Murawski |